# Linda Hayden
Pour les articles homonymes, voir Hayden.

Linda Hayden (née le 19 janvier 1953 au Royaume-Uni) est une actrice britannique.

## Biographie
Ayant débuté au cinéma adolescente, elle apparaît au début de sa carrière dans plusieurs films fantastiques, comme Une messe pour Dracula (1970), aux côtés de Christopher Lee. On la revoit ensuite notamment dans Madhouse (1974), qui réunit également dans son casting Vincent Price et Peter Cushing. Elle tourna également dans une parodie des films de vampires avec Les temps sont durs pour Dracula.
Après un rôle dans le film Ces garçons qui venaient du Brésil (1978), le reste de sa carrière se déroule ensuite à la télévision, où elle apparaît dans diverses séries télévisées, avec certains rôles récurrents. 

## Filmographie

### Cinéma
- 1969 : Baby Love : Luci
- 1970 : Une messe pour Dracula : Alice Hargood
- 1971 : La Nuit des maléfices : Angel Blake
- 1972 : Something to Hide : Lorelei
- 1973 : La redada : Linda
- 1973 : Terreur dans la nuit : La fille dans la voiture
- 1974 : Madhouse : Elizabeth Peters
- 1974 : Confessions of a Window Cleaner : Elizabeth Radlett
- 1974 : Les temps sont durs pour Dracula : Helga
- 1976 : ExposÃ© : Linda Hindstatt
- 1976 : Queen Kong : La nonne qui chante
- 1977 : Confessions from a Holiday Camp : Brigitte
- 1978 : Let's Get Laid : Gloria
- 1978 : Ces garçons qui venaient du Brésil : Nancy
- 2010 : Stalker : Mrs. Brown
- 2012 : Run for Your Wife

### Télévision
- 1968 : The Charlie Drake Show (série télévisée) (2 épisodes)
- 1971 : Now Look Here (série télévisée) (4 épisodes) : Sally
- 1973 : Marked Personal (série télévisée) (2 épisodes) : Gillian Gibson
- 1974 : Crown Court (série télévisée) (1 épisode)  : Linda Davies
- 1975 : Village Hall (série télévisée) (1 épisode) : Helga
- 1975 : My Brother's Keeper (série télévisée) (1 épisode) : Jennie
- 1976 : Heydays Hotel (téléfilm) : Irmgarde
- 1977 : The Galton & Simpson Playhouse (série télévisée) (1 épisode) : La secrétaire d'Henry
- 1977 : Whodunnit? (série télévisée) (2 épisodes) : Dr. Emma Breeze
- 1978 : Robin's Nest (série télévisée) (1 épisode) : Jan
- 1980 : MacKenzie (série télévisée) (2 épisodes) : Krista
- 1980 : Les Professionnels (série télévisée) (1 épisode) : Gerda Helm
- 1981 : Dick le rebelle (série télévisée) (1 épisode) : Sal
- 1981 : Shillingbury Tales (série télévisée) (4 épisodes) : Mandy Smith
- 1982 : Let There Be Love (série télévisée) (1 épisode) : Annabelle
- 1983 : Cuffy (série télévisée) (6 épisodes) : Mandy
- 1983 : Just Good Friends (série télévisée) (1 épisode) : Sonia
- 1983 : Pour l'amour du risque (série télévisée) (1 épisode) : Ute
- 1984 : Histoires singulières (série télévisée) (1 épisode) : Ellen Jarvis
- 1985 : Minder (série télévisée) (1 épisode) : Annie
- 1986 : The Kenny Everett Television Show (série télévisée) (2 épisodes)
- 1988 : Mr. H Is Late (téléfilm)
- 1988 : The Little and Large Show (série télévisée)
- 1989 : The Return of Sam McCloud (téléfilm) : Nancy Cratchett
- 1991 : The Upper Hand (série télévisée) (1 épisode) : Diana Wilkinson
- 1992 : The Return of Shelley (série télévisée) (1 épisode) : Mrs. Asher
- 1997 : The Bill (série télévisée) (1 épisode) : Wendy Pierce